# Nitrox
Se denomina Nitrox a una mezcla gaseosa respirable de oxígeno y nitrógeno utilizada en buceo técnico y recreativo, cuyas proporciones son distintas a las del aire atmosférico: 21% de oxígeno y 79% de nitrógeno aproximadamente.
Nitrox o Aire Enriquecido son términos comúnmente utilizados en buceo para referirese a las mezclas binarias oxígeno-nitrógeno que contienen más oxígeno que el aire atmosférico, es decir, más de 21%. Existen dos mezclas estándares: Nitrox I con 32% de oxígeno y 68% de nitrógeno, y Nitrox II con 36% de oxígeno y 64% de nitrógeno.

## Fundamento para utilizar Nitrox
Los fundamentos del buceo con mezcla de aire enriquecido o nitrox son los mismos que para el buceo en general (Ver Fundamentos del buceo)
El principal beneficio de bucear con aire enriquecido en oxígeno es la disminución consecuente del contenido de nitrógeno en la botella. Esto permite retardar considerablemente el tiempo de saturación de nitrógeno. Comparado con el aire comprimido estándar, el nitrox usado como mezcla de fondo permite alcanzar mayores tiempos de inmersión sin necesidad de realizar paradas de descompresión. En inmersiones de saturación, con paradas de descompresión programadas, el nitrox puede ser empleado como mezcla de tránsito para la descompresión en el ascenso.

## Carga de botella
Disponer de un completo sistema de carga tanto de aire como de Nitrox garantiza que la mezcla que se respira sea segura y de la mejor calidad.
El sistema de carga comienza con un mezclador acoplable a cualquiera de los compresores donde se realiza la mezcla, esta puede ser aire o bien Nitrox (aire enriquecido con oxígeno) en la proporción deseada.
Seguidamente la mezcla es analizada por un oxímetro para garantizar que la carga es la deseada.
Una vez hecha, la mezcla pasa a la siguiente etapa del sistema, que se compone de dos compresores independientes donde la mezcla se filtra, se enfría y se deshumidifica.
Finalmente la mezcla es introducida en las botellas tras pasar por la rampa de carga.
En caso de utilizar Nitrox una vez de cargadas las botellas se espera a que se enfríen y se vuelve a analizar la mezcla con diferentes oxímetros delante del cliente. Tras esta operación se procede al etiquetado de las botellas como corresponde: identificación de la mezcla mediante el porcentaje de oxígeno contenido y máxima profundidad operativa a la presión parcial máxima establecida.
Así podemos estar seguros de que nuestro nitrox es de 32 % o del 36%.

## Peligros del Nitrox
El buceo con nitrox incrementa considerablemente los riesgos derivados de respirar oxígeno a profundidad. Puesto que el oxígeno tiene un efecto tóxico a presiones parciales superiores a 1.2 - 1.4 bares, el no respetar los límites de profundidad al bucear con aire enriquecido incrementa el riesgo de muerte por el efecto tóxico del oxígeno (intoxicación aguda o del SNC). En el buceo con nitrox, el riesgo de una intoxicación aguda por oxígeno puede ser igual o más importante que el riesgo de una narcosis de nitrógeno. Pero a diferencia de la narcosis, la intoxicación por oxígeno no presenta síntomas de alarma y la probabilidad de sobrevivir es mínima. Las profundidades máximas permitidas para cada mezcla de aire enriquecido son en general inferiores a las habituales para el buceo con aire estándar.
Otro riesgo relativo al nitrox es el carácter oxidante por excelencia del oxígeno. El oxígeno al contacto con algunos compuestos orgánicos, especialmente algunas grasas, puede reaccionar violentamente y generar una combustión. Por tal razón, las botellas y válvulas que se utilizan deben ser compatibles con el uso de oxígeno. Las botellas empleadas para nitrox deben estar correctamente etiquetadas y marcadas según las regulaciones de cada país, aunque en general estas botellas especiales suelen pintarse de color verde claro.

## Nitrox y sus mitos
- El uso del Nitrox reduce el consumo de aire: La respiración está controlada principalmente por el nivel de dióxido de carbono en el torrente sanguíneo y no por el nivel de oxígeno del aire que se respira. Por tal razón el Nitrox no afecta directamente al consumo. Sin embargo, el consumo puede ser afectado indirectamente por otros factores, tales como el nivel de confort.

- Un buceador que respira nitrox no tiene peligros de accidentes de descompresión: Puesto que aún existe nitrógeno en el aire que se respira, un buceo con nitrox puede terminar con accidentes de descompresión, al igual que si se respira aire. Sin embargo, usado apropiadamente, el nitrox puede reducir significativamente la cantidad de nitrógeno disuelto en el cuerpo, con lo que se reduce el riesgo a accidentes de este tipo.

- Nitrox reduce la narcosis: Aunque algunos buceadores indican que han sentido menos narcosis utilizando nitrox, algunos estudios han demostrado que aún no hay indicios sólidos para determinar esto; incluso algunos buceadores han reportado mayor narcosis respirando mezclas con mayor cantidad de oxígeno. En la actualidad se cree el oxígeno también puede contribuir a la narcosis, y no solo el nitrógeno.

- El nitrox se utiliza para buceo profundo: Puesto que el nitrox contiene mayor cantidad de oxígeno que el aire, los buceos con nitrox están limitados a profundidades menores que las permitidas con este último.

- El nitrox es más seguro que el aire: Utilizado apropiadamente, el nitrox tiene el potencial de hacer ciertos buceos más seguros. Sin embargo, y debido a la problemática adicional de seleccionar una mezcla, llenado y mantenimiento de tanques, así como de trabajar con elevadas concentraciones de oxígeno, algunos expertos no están muy de acuerdo con la idea que el nitrox sea más seguro.

## Entrenamiento
Actualmente existen muchos centros que ofrecen el entrenamiento y certificación necesarios para bucear con nitrox. Normalmente éstos están divididos en dos niveles: básico (una o ambas mezclas de nitrox estándares), y avanzado (mezclas más complejas). Tal y como en cualquier área del buceo, el entrenamiento es esencial.